# 座頭眾
座頭眾（日语：ざとうしゅう）是效力於日本安藝國大名毛利元就的忍者集團，以瞎眼的琵琶藝人當偽裝，活躍於山口縣、廣島縣一帶。

## 歷史
根據《陰德太平記》，毛利元就「常に座頭四人を召し仕え、諸国へ遣し、剛弱、将の賢愚を探り聞給う」也就是以四名座頭眾成員混跡於各國，探聽其國力跟武將的才能，在《雲陽軍實記》也有為「忍者以座頭之姿現於市」的內容收錄。
所謂的座頭，其實本來泛指在城鎮中以彈琵琶為生的藝人琵琶法師中地位最低賤的名號。所謂的座頭眾就是忍者化妝成琵琶法師中的小人物去探聽情報。在毛利元就的指使下，座頭眾曾經替元就收集到異母弟相合元綱和尼子經久暗中聯合叛變的消息，以及分化尼子晴久與尼子國久，引誘陶晴賢在嚴島之戰做出錯誤判斷。
知名人物有勝一、角都。

## 關連項目
- 毛利元就
- 忍者